# Hôtel du Gouverneur (Bayeux)
Pour les articles homonymes, voir Hôtel du Gouverneur.
L'hôtel  du Gouverneur, appelé également maison du Gouverneur, est un hôtel particulier qui se dresse dans le centre de la commune française de Bayeux, dans le département du Calvados en région Normandie.

## Localisation
Le bâtiment est situé dans le centre-ville de Bayeux, au no 6, 8, 10 rue Bourbesneur, à l'ouest de la cathédrale, dans le département français du Calvados.

## Historique
Vers le milieu du XVIIIe siècle, au temps de la famille Couvert de Coulon, la demeure fut la résidence du gouverneur du château.
De 1990 à 2008, l'hôtel a abrité le musée du général de Gaulle. En 2013, il est vendu par la ville de Bayeux à la société Buildinvest, spécialisée dans la rénovation immobilière, pour y aménager des logements.

## Description
Le style en est Renaissance sur continuation du plan de la construction de la fin du XIVe siècle. La tour, très altière, a été remaniée dans la première moitié du XVIIe siècle par les bossages. La tourelle carrée comporte également des bossages ; nettement libérée de la tour, elle donne l'impression d'un enfant porté par sa mère.
Sur la cour et sur la rue, on remarque les belles fenêtres à meneaux et un écusson entouré de lambrequins et sommé d'un casque.
L'ancienne muraille gallo-romaine d'Augustodurum, dont la crête assez large forme une petite terrasse, est visible au fond de la cour.

## Protection
Les façades et toitures à l'exception de la construction basse sur cour sont classées au titre des monuments historiques par arrêté du 22 février 1924.